# Симиренко, Владимир Львович

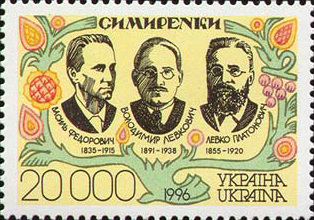
Симиренко на почтовой марке Украины, 1996 год: Василий Симиренко, Владимир Симиренко, Лев Симиренко.

Владимир Львович Симиренко (29 декабря 1891, Млиев, Киевская губерния, Российская империя — 18 сентября 1938, Курск, РСФСР, СССР) — советский помолог и селекционер плодовых культур, профессор Киевского политехнического института, а также Уманского и Полтавского сельскохозяйственных институтов. Сын украинского и советского селекционера-плодовода и помолога Льва Платоновича Симиренко

## Биография
Родился 29 декабря 1891 года в селе Млиев Городищенской волости Черкасского уезда Киевской губернии Российской империи (ныне Черкасская область Украины) в семье украинского учёного-помолога Льва Симиренко.
С 1904 по 1910 год учился в 7-й Киевской гимназии. После окончания в 1915 году сельскохозяйственного факультета Киевского политехнического института — работал в отделе садоводства Министерства земельных дел.
С 1920 года возглавил секцию садоводства и огородничества Всеукраинского сельскохозяйственного комитета. По его предложению на основе созданного отцом помологического питомника — была основана Млиевская садово-огородная исследовательская станция и Центральный государственный плодовый питомник Украины. Директором этих учреждений был назначен сам Симиренко (1921—1930).
В 1930—1933 годах — организатор и директор Всесоюзного института южных плодовых и ягодных культур в Китаево (предместье Киева, ныне — Украинский научно-исследовательский институт садоводства).
Долгое время Владимир Львович возглавлял созданную в 1923 году «Всеукраинскую помологическую комиссию при Наркомземе УССР» (сейчас — Государственная комиссия для сортового испытания плодовых, ягодных культур и винограда).
В 1932—1933 годах — профессор Уманского сельскохозяйственного института.
В 1933 году был арестован и посажен в тюрьму за участие во вредительской деятельности. С ноября 1933 по конец декабря 1937 годов находился в Херсонской исправительно-трудовой колонии. Затем освобождён.
В 1938 году был снова арестован. Постановлением прокурора и НКВД СССР от 2 сентября 1938 года его осудили к смерти через расстрел. Приговор был исполнен в ночь с 17 на 18 сентября 1938 года.
Местом захоронения Симиренко В. Л. считается урочище «Солянка» ныне в городской зоне города Курска.
Посмертно реабилитирован в декабре 1957 года.

## Память

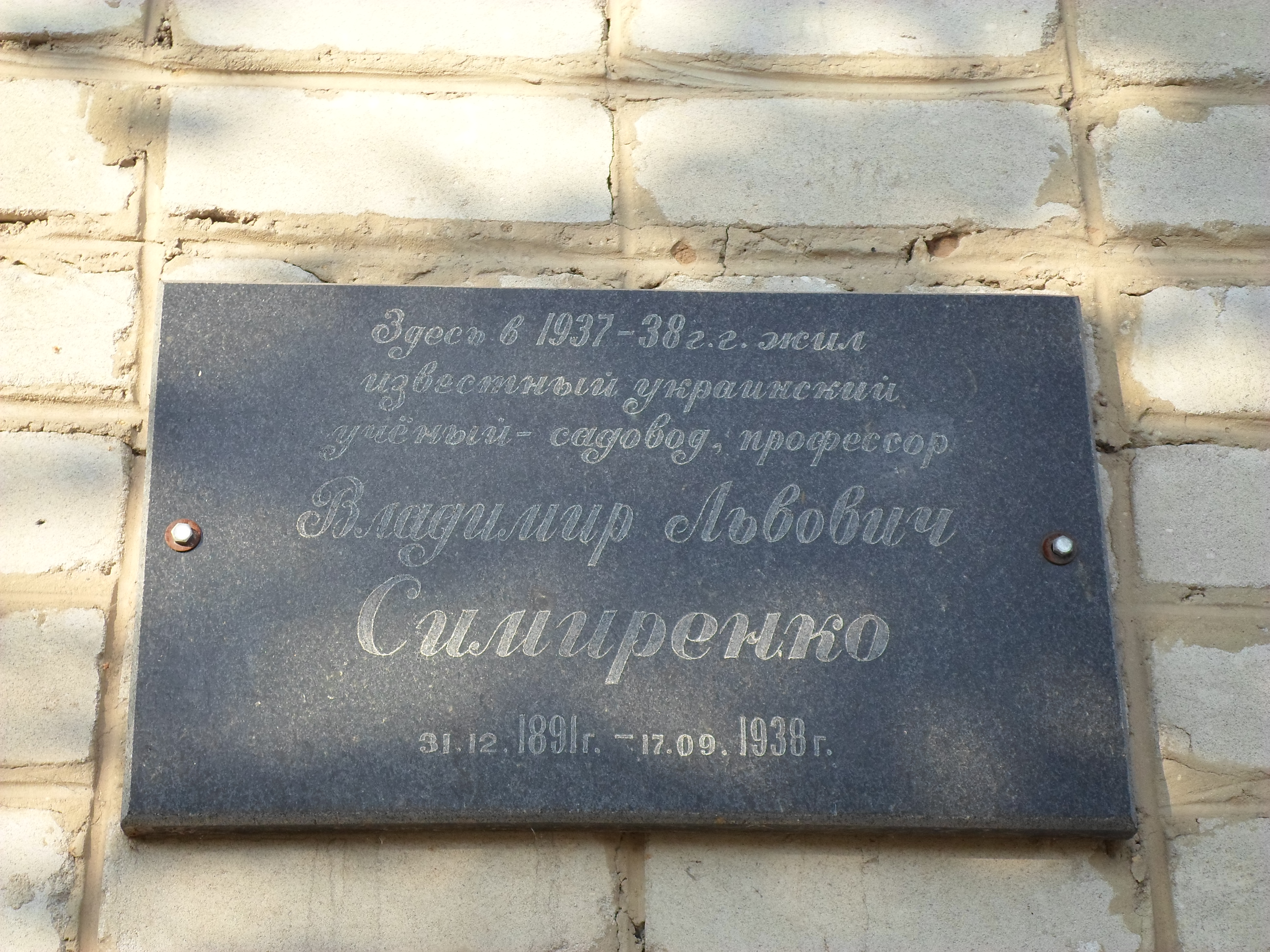
Мемориальная доска профессору Владимиру Львовичу Симиренко в г. Обояни

- Владимир Симиренко изображён на почтовой марке Украины 1996 года.
- В городе Обоянь на доме № 41 по ул. Луначарского установлена мемориальная доска профессору Владимиру Львовичу Симиренко.[3]